# Mauro Wolf
Mauro Wolf (Trento, 26 de Outubro de 1947 — Bolonha, 14 de julho de 1996) foi um sociólogo, professor e ensaísta italiano. Desenvolveu importantes trabalhos no campo da sociologia da comunicação e da mídia, sendo referenciado pela comunidade científica da área. Atualmente seus livros são considerados textos clássicos em pesquisas teóricas sobre comunicação de massa.

## Biografia
Nascido na província de Trento, Itália, Mauro Wolf formou-se pela Faculdade de Ciências Sociais e Políticas da Universidade de Florença, em 1970. No ano de 1974, trabalhou como professor assistente do Departamento de Sociologia da Faculdade de Educação, em Urbino. Retornou para Florença em 1975, onde lecionou técnicas de linguagem de rádio e televisão no programa de graduação em Artes, Música e Artes Cênicas da Faculdade de Ciências Humanas. Logo depois, deu aulas de sociologia da comunicação no Instituto de Ciências da Comunicação, na Bolonha, onde tornou-se colega e amigo de Umberto Eco.
Na mesma década, o pesquisador começou a escrever ensaios sobre a mídia e passou a frequentar conferências internacionais sobre sociologia da comunicação. Em 1985, tornou-se colaborador da revista Problemi dell'informazione, para a qual escreveu ensaios sobre sociologia da mídia.
No ano de 1994, ele fundou e dirigiu a Biblioteca de Ciências da Comunicação do Baskerville Research Centre, localizada na Bolonha, composta por uma série de ensaios sobre comunicação. Mauro Wolf também exerceu um importante papel no nascimento do Instituto de Formação em Jornalismo, da Bolonha.
Apesar de ter morado nas cidades italianas de Urbino e Florença e de sua passagem pela Suíça, o sociólogo permaneceu na cidade de Bolonha até sua morte, no dia 14 de julho de 1996, aos 49 anos.

## Obras

### Teorias da comunicação (1985)
- O livro Teorias da Comunicação (também traduzido como Teorias das comunicações de massa, a depender da edição), de Mauro Wolf, tem muita importância para o ensino da comunicação no Brasil, estando presente no acervo de 18 das 20 melhores universidades do país, segundo o Ranking Universitário Folha (RUF)[2]. No levantamento, foram pesquisados acervos digitais de instituições de ensino de todo o país, como Universidade Federal do Rio de Janeiro (UFRJ), Universidade de Campinas (Unicamp), Portal de Busca Integrada (PBi) da Universidade de São Paulo (USP), Universidade Federal de Minas Gerais (UFMG), Universidade Federal do Rio Grande do Sul (UFRGS), Universidade Federal de Santa Catarina (UFSC), Universidade Estadual Paulista (Unesp), Universidade Federal do Paraná (UFPR), Universidade de Brasília (UnB), Universidade Federal de Pernambuco (UFPE), Universidade Federal do Ceará (UFC), Universidade Federal de Viçosa (UFV), Universidade Estadual do Rio de Janeiro (Uerj), Universidade Federal da Bahia (UFBA), Universidade Federal Fluminense (UFF), Universidade Federal de Santa Maria (UFSM), Pontifícia Universidade Católica do Rio Grande do Sul (PUCRS) e Pontifícia Universidade Católica do Rio de Janeiro (PUC-Rio).